# Arnold Gerstl
Arnold Gerstl  (* 17. Oktober 1888 in Prag; † 1957 in Windsor) war ein deutsch-britischer Maler und Grafiker.

## Leben
Über Kindheit und Jugend Arnold Gerstls ist wenig bekannt. Er verbrachte diese Zeit in Prag und Wien. Sein Studium absolvierte Gerstl an den Kunstakademien von Prag, Wien, Berlin und Paris. Um 1912 heiratete er Alice Beatrice, geb. Perner (1889 Prag – 1953 Heidelberg). Nach wenigen Jahren kam es zur Scheidung. Der Ehe entstammen die beiden Kinder Gerhard (* 1912 Mannheim) und Anneliese (* 1914 Mannheim).
Zwischen 1913 und 1914 war Gerstl bei dem Filmstudio Glashaus am Neckar in Schlierbach angestellt. Der Kriegsausbruch unterbrach diese nur kurze Tätigkeit. Von Beginn des Krieges bis zu seinem Ende 1918 war Gerstl Offizier in der österreichischen Armee. Wohl kurz nach der Rückkehr aus dem Krieg war er in Starnberg ansässig und dort als Kunstmaler tätig. Zu dieser Zeit wurde er Mitglied der Luitpold-Gruppe und nahm zwischen 1928 und 1931 alljährlich an den Münchner Kunstausstellungen im Glaspalast teil.
1933 (1934?) emigrierte Gerstl, wohl aufgrund seiner jüdischen Abstammung, nach England. Dort war er zunächst in London ansässig. 1939 erhielt er die britische Staatsbürgerschaft. Ab 1946 wurde er Kurator in der Burton Art Gallery in Bideford.

## Werk
Arnold Gerstl schuf Porträts und Darstellungen von Personen, die sich durch ihre Farbigkeit und mitunter einen verhaltenen Expressionismus auszeichnen.
„Ist Gerstl ganz gewiß kein Realist, kein Sachlicher von heute oder gestern, muß er doch in der langen Reihe der großen Phantasten, wie der Bosch und Breughel, der Goya, Blake und Kubin immerhin zu den Realistischen gezählt werden. Er schafft nicht fabelhafte Monstra, die Größenverhältnisse seiner Menschen und Dinge sind kaum andere als die in der Natur, seine ganze Bilderwelt ist sehr einfach, die einzelne Gestalt ist kaum je grotesk, und doch fühlt jeder, daß alles, was uns dieser Maler gibt, alles andere ist als Alltag und Realität.“
Die bevorzugten künstlerischen Ausdrucksmittel Gerstls waren die Ölmalerei und die Pastellmalerei.